# Campsis radicans
Đăng tiêu (danh pháp khoa học: Campsis radicans) là một loài thực vật có hoa trong họ Chùm ớt. Loài này được (L.) Seem. mô tả khoa học đầu tiên năm 1867.